# JBS (bedrijf)
JBS S.A. (afkorting van José Batista Sobrinho Sociedade Anônima) is een Braziliaans beursgenoteerd vleesverwerkend bedrijf dat bestaat uit slachthuizen, koelhuizen en vleesverwerkende fabrieken. Het bedrijf levert rund-, varkens- en kippenvlees aan restaurants en supermarkten en exporteert de vleesproducten onder zeventig verschillende merken naar circa 190 landen. Het bedrijf wordt gezien als het grootste vleesverwerkende bedrijf ter wereld en telt circa 235.000 werknemers, verdeeld over kantoren en fabrieken in 20 landen. Het hoofdkantoor is gevestigd in São Paulo.

## Geschiedenis
Het werd opgericht in 1953 in Anápolis, Goiás (West Centraal Brazilië) door Jose Batista Sobrinho. De naam van het bedrijf bestaat uit de initialen van de oprichter. Later werden ook zijn zonen Wesley en Joesly actief binnen het bedrijf en bekleedden daar topfuncties.

### Uitbreidingen
Het bedrijf groeide snel door een groot aantal acquisities vanaf eind jaren 60. Anno 2006 bezat het bedrijf 21 fabrieken in Brazilië en 5 in Argentinië na overname van de grootste vleesverwerker van Argentinië, Swift-Armour Capital. 
In juli 2007 nam JBS via zijn dochteronderneming JBS Holding Internacional Ltda voor 1,5 miljard dollar Swift & Company over van ConAgra Foods, destijds de derde grootste producent van vers vlees in de Verenigde Staten en de grootste vleesverwerker in Australië. Het concern ging verder onder de naam JBS Swift Group. Eind 2007 verwierf het concern voor 225 miljoen euro de helft van de aandelen van het Italiaanse Inalca SpA, een dochter van de rundvleesproducent Cremonini SpA. In hetzelfde jaar volgde de beursgang naar de Sao Paolo stockexchange. 
Begin maart 2008 werd bekend gemaakt dat JBS voor 565 miljoen dollar de rundvleesgroep Smithfield Beef Group Inc. (SBG) zou overnemen van het Amerikaanse varkensfok- en varkensvleesverwerkende concern Smithfield Foods. Tegelijkertijd kocht JBS voor 970 miljoen dollar National Beef Packing Co., de vierde grootste rundvleesverwerker in de VS en een van de grootste exporteurs van vlees naar Japan. Bovendien werd de Australische vleesverwerker Tasman Group voor 150 miljoen dollar overgenomen. Daarmee werd JBS het grootste vleesverwerkende en vleesverkopende concern van de VS.
Anno 2017 had het bedrijf wereldwijd 150 industriële fabrieken in de vleesverwerkingsindustie, de lederverwerking en in de biobrandstoffen-sector.

#### Vegetarische markt
In 2021 kocht JBS voor 341 miljoen euro (ruim 408 miljoen dollar) het bedrijf Vivera, een Nederlandse producent van vleesvervangers op basis van plantaardig eiwit. Vivera verkocht op dat moment 50 producten die werden geproduceerd in drie Nederlandse fabrieken, naast een onderzoeks- en ontwikkelingsafdeling.
Producten van Vivera worden met name verkocht in Nederland, Duitsland en Verenigd Koninkrijk. De onderneming had naar eigen zeggen in 2021 een marktaandeel van circa 60% in Europa van plantaardige vleesvervangers.
In maart 2025 werd JBS via zijn dochter Vivera eveneens eigenaar van de Nederlandse producent van vleesvervangers De Vegetarische Slager. De twee voormalige concurrenten worden samengevoegd.